# Muscat de Samos
Pour les articles homonymes, voir Samos (homonymie).
Le muscat de Samos est un vin doux naturel produit dans une île grecque de la mer Égée, proche de l'Asie Mineure. Ce vin inconnu sous l'Antiquité doit sa célébrité aux ravages du phylloxéra dans les vignobles européens producteurs de vin doux. Samos (alors vassale de l'Empire ottoman) va produire un vin muscat dont le succès fut important. Il en existe quatre variétés : Samos, Samos vin doux, Samos Anthemis et Samos nectar.

## Histoire

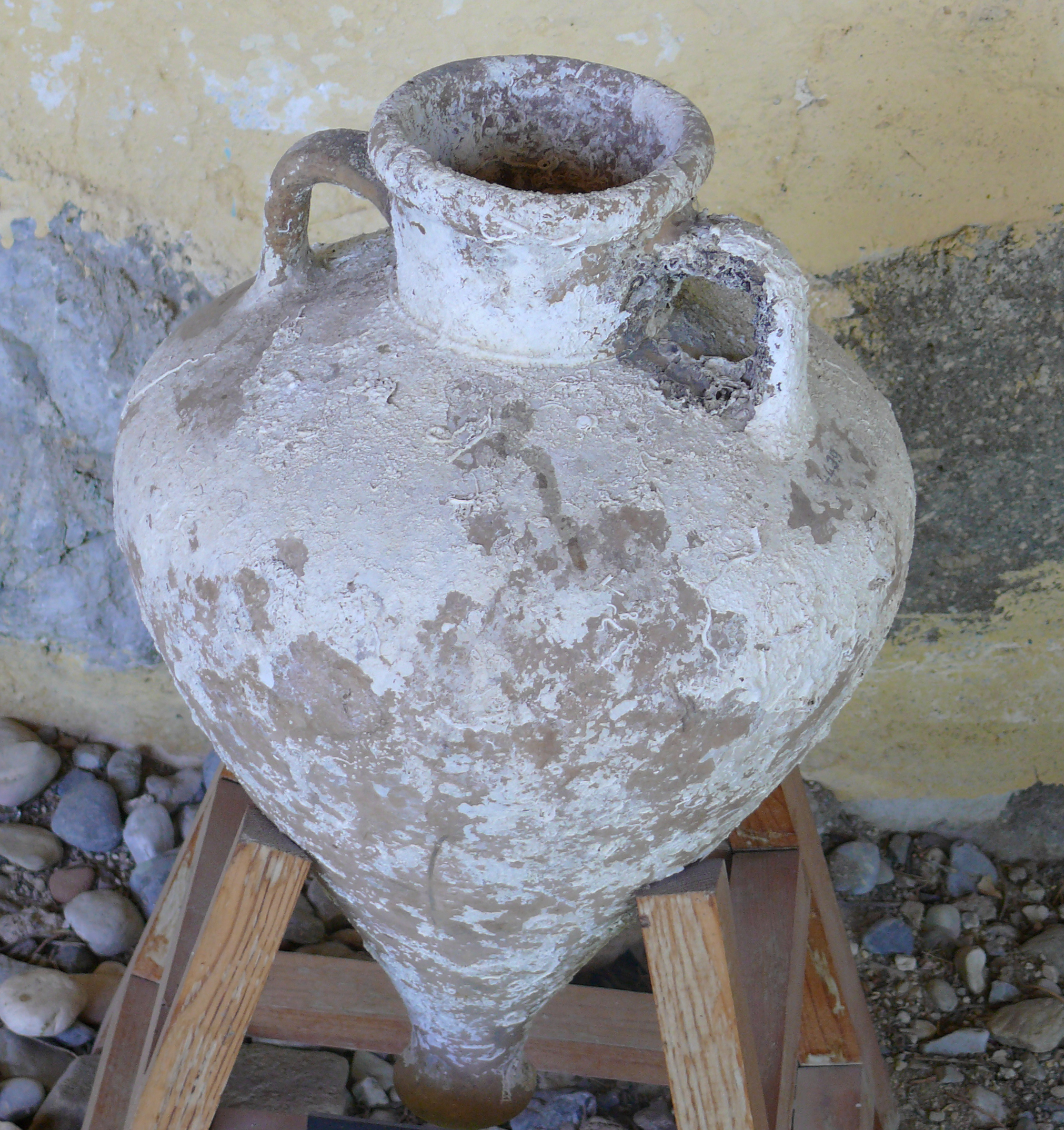
Amphore de Samos

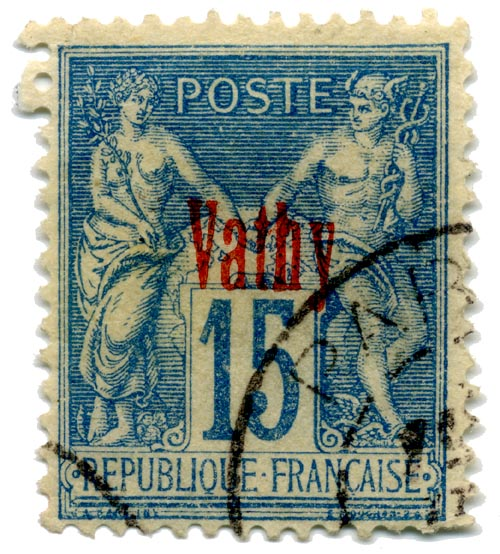
Occupation française de Samos en 1894

Si le muscat de Samos est un vin célèbre aujourd'hui, ce n'était pas le cas dans l'Antiquité. Pline le Jeune et d'autres auteurs, dans leurs énumération des vins des îles grecques, citent Lesbos, Chios, Thasos, Ikaria, Kos, Rhodes et Naxos, mais pas Samos. La production de vin dans l'île devait y être assez faible pour être ignorée. Celle de l'huile d'olive était, par contre, cité élogieusement.
La première mention d'un vin local au Moyen Âge date du XIIe siècle. Le moine Theodurus écrit dans un poème : « ils boivent du vin doux de la Crète et de Samos ». Il ne mentionne pas de vignes muscates, car celles-ci ne furent implantés dans l'île qu'à la fin du XVIe siècle.
En 1700, les muscadières de l'île produisaient quelque 3 000 barils de vin doux. Celui-ci était destiné aux marchés de l’Orient et aux pays d'Europe, en particulier France, Angleterre, Hollande et Allemagne.
Le phylloxéra ayant détruit de nombreux vignobles européens, les Français et les Italiens cherchèrent des sites viticoles préservés en Méditerranée orientale. Ce fut la chance de Samos et de son vin de muscat. Son succès commercial fut immédiat et ses prix flambèrent. Il fallut massivement planter de nouveaux vignobles et remembrer les parcelles. Pour améliorer la qualité, les œnologues français furent les premiers à pratiquer le mutage du vin muscat. Cette méthode est toujours en vigueur grâce à l'union des coopératives de Samos. Cette recherche de la qualité fut payante puisque les muscats de l'île furent primés lors des expositions comme celle de Londres en 1862 à Londres et de Paris en 1867.

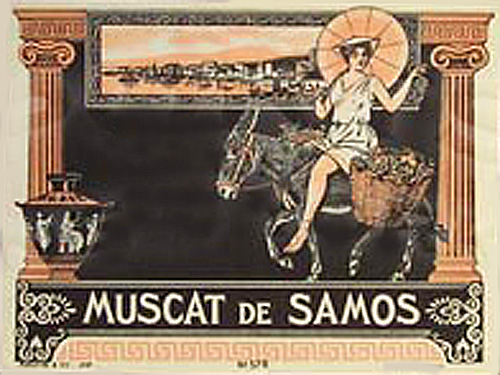
Étiquette du muscat de Samos vers 1925

À partir de 1890, placés sous licence française, les vins de Samos acquirent un renom international. Pour asseoir l'influence de la France, dans Vathy, capitale de l'île de Samos, un bureau postal français avait été ouvert entre 1876 et 1914. Il utilisa des timbres de France jusqu'en 1900, puis des timbres surchargés Vathy.
Si le phylloxéra n'avait pas touché Samos, il était prévisible. Aristote Mantafunis, directeur régional l'Agriculture et des Forêts en était conscient. Il évita la contamination des vignobles en faisant venir des vignes d'Amérique puis des greffés-soudés de France. Et les vignes de l'île furent préservées.
La mainmise du négoce européen sur les petits producteurs déboucha sur une concentration de l'offre avec la création de l'Union des coopératives de Samos en 1934. L'Union se veut la gardienne de la tradition du vin muscat. Elle est composée actuellement de 25 sous-coopératives. 4 000 viticulteurs sont coopérateurs.

## Étymologie
Le nom de l'île est d'origine phénicienne. Il provient de Sama signifiant altitude.

## Situation géographique

Mont Ampelos

Le muscat de Samos est issu de l'île de Samos située dans la partie est de la mer Égée.

### Orographie
Le vignoble est situé sur des terrasses allant du niveau de la mer jusqu'à une altitude moyenne de 800 mètres. Mais certaines vignes sont cultivées jusqu'à 1144 mètres d'altitude sur les collines du Mont Ampelos. Les murets et terrasses superposés, ne peuvent accueillir le plus souvent qu'une ou deux rangées de vignes.

### Géologie
Les sols sont majoritairement calcaires.

### Climat
Dans ce climat méditerranéen, le maximum des températures est atteint entre les mois de juin à septembre, les minima de décembre à mars.
| Mois                              | jan. | fév. | mars | avril | mai  | juin | jui. | août | sep. | oct. | nov. | déc. |
| --------------------------------- | ---- | ---- | ---- | ----- | ---- | ---- | ---- | ---- | ---- | ---- | ---- | ---- |
| Température minimale moyenne (°C) | 6,8  | 6,4  | 7,8  | 10,7  | 14,1 | 18,2 | 22,2 | 21,9 | 18,8 | 14,8 | 10,7 | 8,6  |
| Température maximale moyenne (°C) | 13,3 | 13,2 | 15,7 | 19,8  | 24,5 | 29,4 | 32,5 | 32,6 | 28,6 | 23   | 17,8 | 15,1 |

## Vignoble

### Présentation
Le vignoble couvre 1 400 hectares. Sa majorité est plantée à l'ouest, au nord et au centre de l'île. Les villages situés sur le versant nord du mont Ampelos jusqu'à la côte nord de l’île (Ambelos, Manolatès, Stravrinidès) sont considérés comme ayant les meilleurs terroirs de Samos.

### Encépagement
Le seul cépage admis est le muscat à petits grains,. Ce muscat représente 98 % de la superficie totale du vignoble de l'île.

### Méthodes culturales et règlementaires
La production est contrôlée par les œnologues de l'Union. Elle atteint entre 40 000 et 70 000 hectolitres/an, pour un rendement plafonné à 30 hl/ha.
Les vendanges commencent la deuxième quinzaine d'août, au niveau de la mer, et se poursuivent jusqu'à la fin octobre dans les régions les plus montagneuses. Leur date est décidée en fonction des terroirs et des avis des experts après prélèvement dans les vignobles des coopérateurs. L'évaluation se fait dans la cave à Vathi ou celle de Karlovasi.

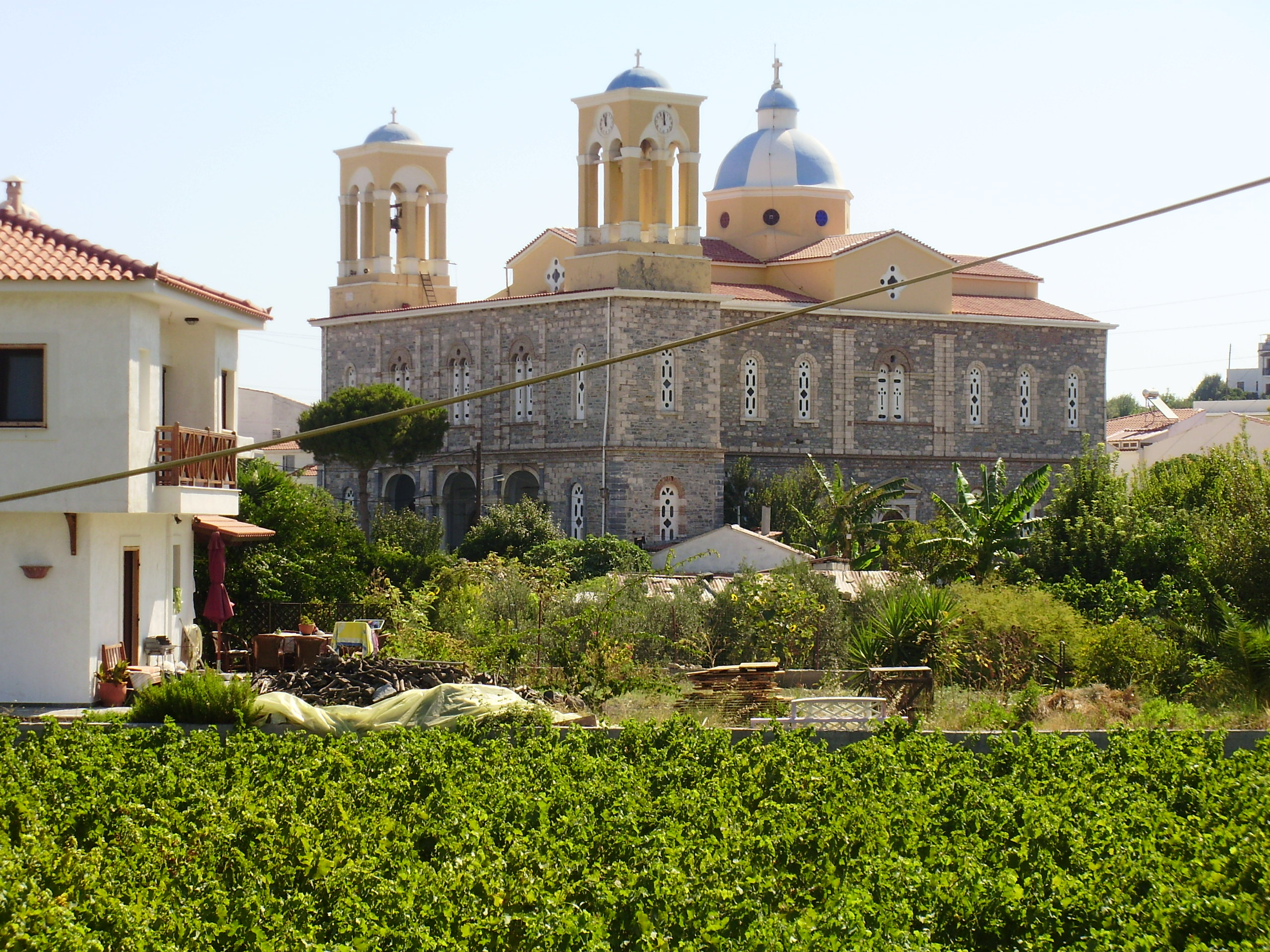
Église orthodoxe de Kokkari et ses vignes
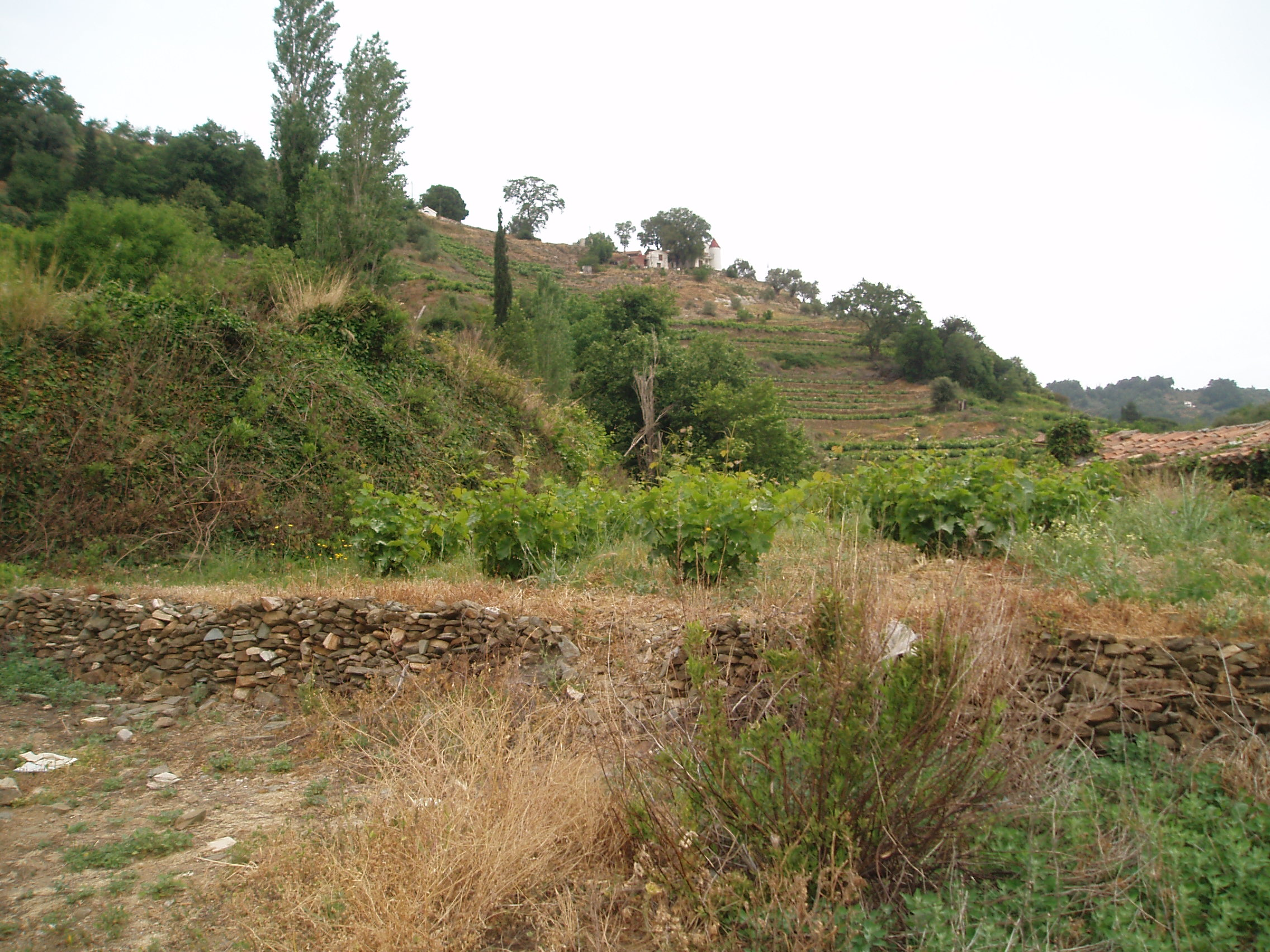
Vignes sur la route des oliviers

### Vinification et élevage
La vinification des vins doux naturel se fait à partir de « moûts de raisins frais, crus ou cuits, partiellement concentrés ou non » auxquels est rajouté de l'alcool soit avant, soit pendant, soit après la fermentation. C'est le mutage. Dans le premier cas, on obtient des mistelles, dans le second des vins doux naturels ou des vins de liqueur et dans le dernier des vins du type Madère sec. Avec cette façon de procéder, on obtient des vins d'une grande richesse alcoolique et d'un fort taux de sucre.
L'arrêt de la fermentation par addition d'alcool permet de garder du sucre résiduel (221 grammes par litre), sans perdre les arômes du muscat. Cette adjonction permet au vin muscat de titrer 15 %. Certains vins passent en fûts de chêne pendant 3 à 5 ans.

### Terroir et vins

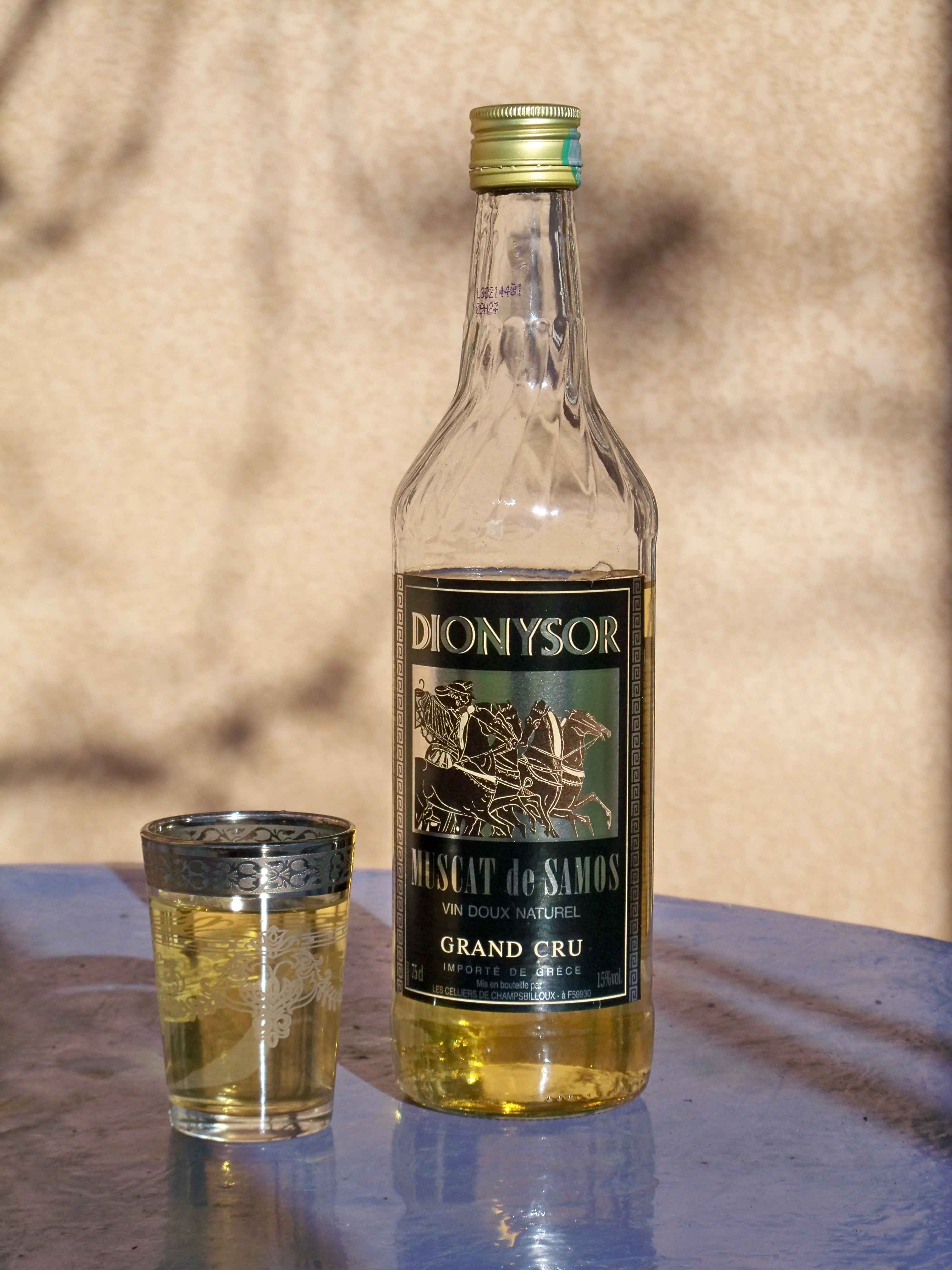
Muscat de Samos grand cru

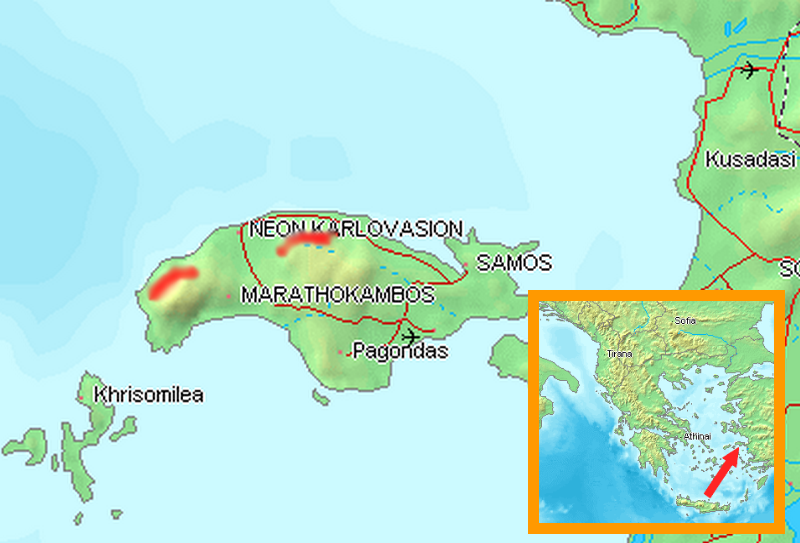
Grand cru dans le nord de l'île

La coopérative élabore différentes variétés de vin à base de Muscat. Ses essais lui ont permis de sélectionner quatre types de vins différents.
Le Samos est un vin de muscat provenant de vignes en altitude. Les rendements sont faibles. Sa robe est de couleur or. Il possède une bonne acidité support d'arômes intenses de fruits.
Le Samos Vin Doux est élaboré à partir de raisins provenant des zones semi-montagneuses. Il est muté à 15 %. Il a moins d'acidité que les autres vins. Son succès réside dans son excellent rapport qualité/prix.
Le Samos Anthemis est un autre vin muscat dont le bouquet d'arôme est particulièrement développé. Comme le doux, il provient des zones semi-montagneuses de l'île. Il est élevé en fûts de chêne pendant 5 ans, ce qui lui donne une robe ambrée. Il acquiert, au cours de son vieillissement, des arômes complexes où dominent les notes de caramel, miel et mélasse.
Le Nectar de Samos, vin haut de gamme de la coopérative, est élaboré avec des raisins séchés au soleil. C'est un vin de paille qui va vieillir pendant trois ans dans des fûts de chêne. Il dégage alors des arômes intenses et sa longueur en bouche est importante. C'est l'un des vins les plus primés au monde et ses ventes montent en flèche.

### Structure des exploitations
Il y a 4 000 coopérateurs réunis dans 25 unités territoriales.

### Type de vins et gastronomie
Le muscat de Samos se sert traditionnellement rafraîchi entre 8 et 10 °C. Ce qui permet de mettre en valeur sa grande fraîcheur aromatique, senteur de fleur d’oranger, et son exceptionnelle intensité en bouche. C'est un vin à boire en tant qu'apéritif ou en dessert.

### Commercialisation
Actuellement 80 % de la récolte est exportée, le premier pays importateur est la France. En 1956, une loi française a permis au muscat de Samos de se vendre en France sous la désignation grand cru, c'est théoriquement la seule appellation française à l'extérieur de la France.
L'AOC Samos est la seule en Grèce et l'un des rares en Europe qui peut être commercialisés avec seulement le nom de la région sur l'étiquette.

### Liste des principaux producteurs
Il y a deux caves de vinification à Vathy et à Karlovasi.